# アネモイ

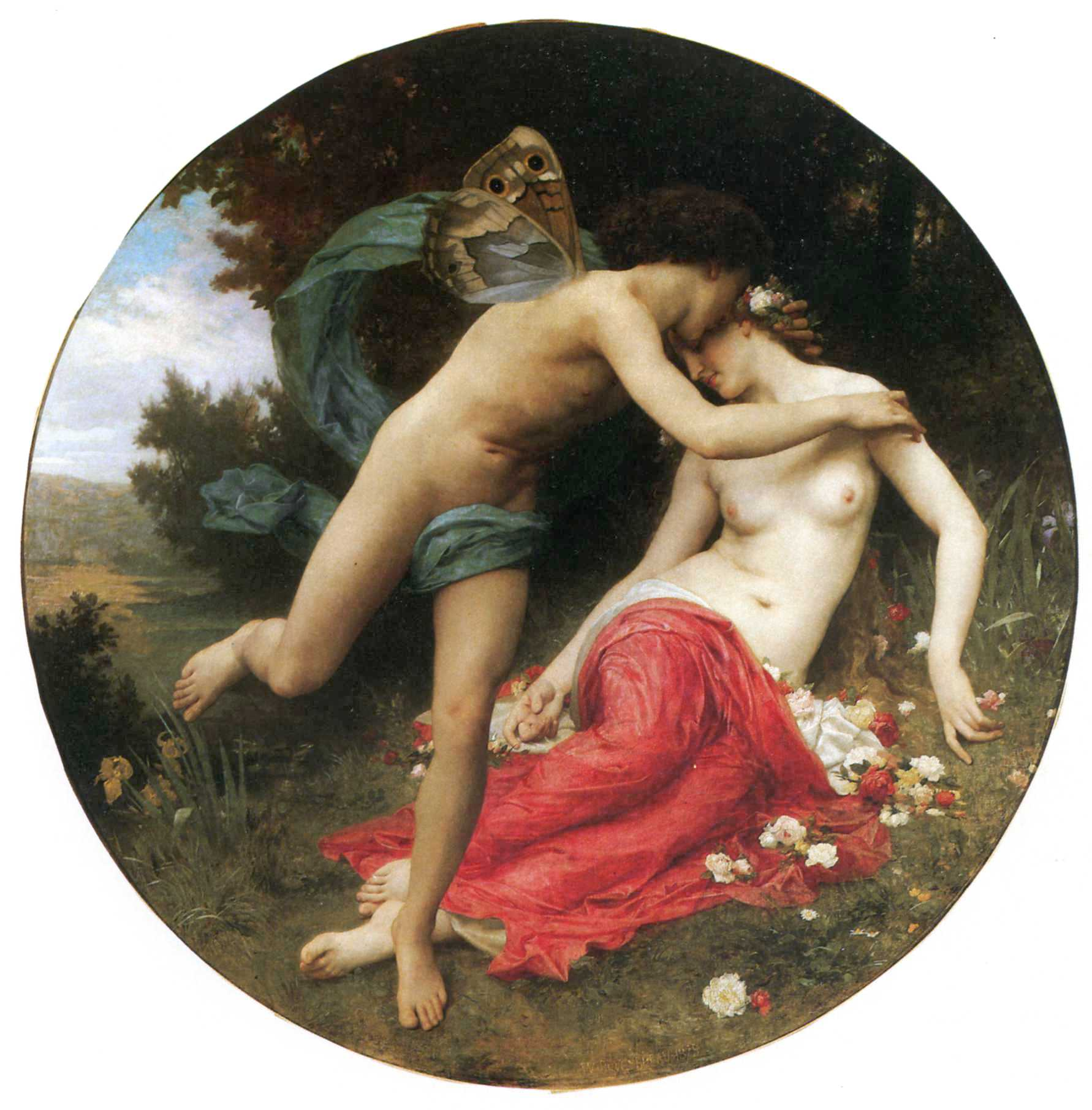
ウィリアム・アドルフ・ブグローの油彩画 『フローラとゼフィロス』
ギリシア神話における西風の神ゼピュロス（ゼフィロス）とその妻である花の女神フローラ。1875年作。ミュルーズの美術館 (fe) 所蔵

アネモイ（古典ギリシア語：Ἄνεμοι, Anemoi, 「風」の意）は、ギリシア神話の風の神たちである。東西南北の各方角を司っており、各々が様々な季節・天候に関連付けられていた。
アネモイは、あるときには一陣の突風として表現され、またあるときは翼を備えた人間として擬人化される。『オデュッセイア』においては、風神アイオロスの厩舎に繋がれた馬として描写された。ヘーシオドスによれば、星空の神アストライオスが父で、暁の女神エーオースが母である。
主要なアネモイは4柱いる。ボレアースは冷たい冬の空気を運ぶ北風で、ノトスは晩夏と豊かな秋を運ぶ南風であり、ゼピュロスは春と初夏のそよ風を運ぶ西風であった。東風のエウロスはいかなる季節とも関連付けられておらず、ヘーシオドスによる『神統記』や、後代の『オルペウス賛歌』の中で言及されていない唯一の上位のアネモイである。このほか、北東、南東、北西、南西の風を表現する下位の4柱が言及される。
ローマ神話においてアネモイにあたる神格はウェンティ（古典ラテン語：Venti, 「風」の意）である。ウェンティはアネモイとは名前こそ異なるが、その他の点では非常によく似ていた。

## 上位のアネモイ

### 北風ボレアース

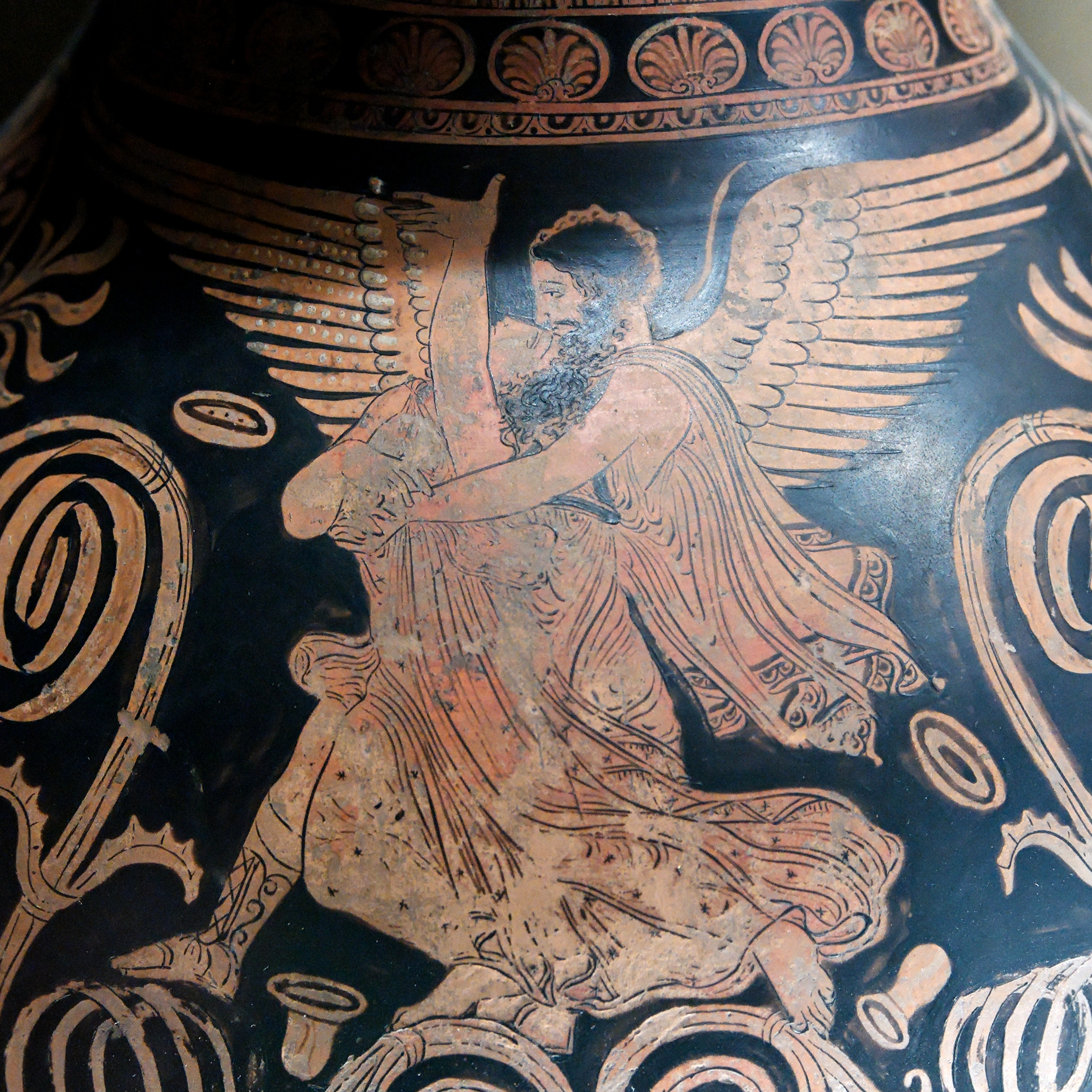
紀元前360年頃の赤像式陶器に描かれた、ボレアースによるオーレイテュイア略奪の場面
南イタリアのプッリャ州出土。ルーヴル美術館所蔵。

ボレアース（Βορέας, Boreas）は冬を運んでくる冷たい北風の神である。ボレアースの名は、「北風」あるいは「むさぼりつくす者」を意味する。
ボレアースは非常に強力な神であり、それと同様に粗暴であった。ボレアースはしばしばほら貝を持ち突風にうねる外套を纏い、もじゃもじゃ頭に顎鬚を生やした、翼のある老人として描写された。パウサニアスはボレアースの足が蛇になっていると記しているが、通常の絵画においては彼は人間の足を持ち背中に翼が付いている神として描かれている。
ボレアースは馬と密接に関連付けられている。ボレアースは雄馬の姿を取り、イーリオスの王エリクトニオスの雌馬たちとの間に12匹の仔馬をもうけたと言われている。これらの仔馬は、作物を踏みにじることなく穀物畑を走り抜けることができたと伝えられている。大プリニウスは『博物誌』の4章35節および8章67節において、雌馬の臀部を北風に向けて立たせれば、雄馬なしに仔馬を種付けできるのではないかと述べている。
ギリシア人はボレアースの住居はトラーキアにあると考えており、ヘーロドトスとプリニウスはヒューペルボリア（「北風の向こうの国」の意）として知られる、人々が幸福を完うしつつ非常な長命を保って暮らしている北方の地域について記述している。
また、ボレアースはイーリッソス河からアテーナイの王女オーレイテュイアを略奪したとも伝えられている。オレイテュイアーに惹かれたボレアースは、最初は彼女の歓心を得んとして説得を試みていた。この試みが失敗に終わると、ボレアースは生来の荒々しい気性を取り戻し、イーリッソス河の河辺で踊っていたオーレイテュイアを誘拐した。ボレアースは風で彼女を雲の上に吹き上げてトラーキアまで連れ去り、彼女との間に二人の息子ゼーテースとカライスおよび二人の娘キオネーとクレオパトラーをもうけた。
この時より以降、アテーナイの人々はボレアースを姻戚による親類と見なすようになった。アテーナイがクセルクセスにより脅かされたとき、人々はボレアースに祈りを捧げ、ボレアースは暴風で400隻のペルシアの船を沈めたと伝えられている。同様の出来事がその12年前に起こっており、ヘーロドトスは以下の様に記している。
| 「 | 私はペルシアの舟が暴風により難破したというのが本当かどうか断言することはできないが、アテーナイの人々はボレアースが以前に彼らを救ったようにして、この奇跡を起こしたのであると信じている。そして、アテーナイの人々は故郷に帰還すると、イーリッソス河にボレアースの神殿を建造した。 | 」 |

オーレイテュイアの略奪はペルシアとの戦争前後のアテーナイで有名であり、頻繁に古甕の文様として描かれていた。これらの文様においては、ボレアースはチュニックを着込み、しばしば霜に覆われて逆立ったもじゃもじゃの髪を持つ、髭の男として描写された。オーレイテュイアの略奪はアイスキュロスの失われた戯曲『オーレイテュイア』の題材となっている。
より後の時代の記録では、ボレアースはビュートおよびリュクールゴス（母親は別の女性）の父親であり、松のニュンペーであるピテュス (Pitys) の愛人であった。
ローマ神話においてボレアースに相当する神格はアクィロー (Aquilo) あるいはアクィロン (Aquilon) であった。北風の神に与えられたより珍しい別名としては、おおぐま座の七つ星 (septem triones) に由来するセプテントリオ (Septentrio) がある。セプテントリオは、「北方」を意味する英語 "septentrional" の語源でもある。

### 南風ノトス
ノトス（Νότος, Notos）は、南風の神である。ノトスは夏至を過ぎシリウスが昇る時期に吹く爽やかな風と関連付けられており、晩夏と秋を運んでくると考えられ、農作物の豊かな実りにつながるとされていた。
ローマ神話においてノトスに相当する神格は、厚い雲と霧、湿気を運ぶシロッコの化身アウステル (Auster) であった。

### 東風エウロス
エウロス（Εύρος, Euros）は、東風を表す神である。エウロスは暖気と雨を運んでくる神と考えられており、さかさまになって水をこぼしている壺がエウロスの象徴であった。
ローマ神話においてエウロスに相当する神格はウルトゥルヌス (Vulturnus) であった。

### 西風ゼピュロス
ゼピュロス（Ζέφυρος, Zephyros）は西風の神である。英語ではゼファー (Zephyr)。フランス語とロシア語ではゼフィール (Zéphyr)。アネモイの中で最も温和なゼピュロスは、春の訪れを告げる豊穣の風として知られている。ゼピュロスはトラーキアの洞窟に住んでいると考えられていた。
ゼピュロスは異なる物語の中で、幾人もの妻を持っていたと伝えられている。ゼピュロスは姉妹である虹の女神イーリスの夫であると言われていた。また、ゼピュロスはニュンペー（ニンフ）のクローリスを強引に攫ったが、誘拐後に自らの罪を悔いて彼女を神の地位に押し上げ（神への昇格を主神に願い出て許しを得）、これによって花の春の女神フローラが誕生した。このクローリスこと女神フローラとの間には、果実の神カルポスを設けている。ゼピュロスは兄弟であるボレアースと、クローリスの愛を巡って争い、最後にクローリスの歓心を勝ち取ったと伝えられている。更に別の姉妹にして愛人でもあったハルピュイアの一人であるポダルゲー（ケライノーとしても知られる）との間に、アキレウスの馬であるバリオスとクサントスを設けたとも伝えられている。
現存する神話のうちでゼピュロスが最も重要な役割を演じるのはヒュアキントスの物語である。ヒュアキントスは美貌と強壮で鳴らしたスパルタの王子であった。ヒュアキントスに恋したゼピュロスは彼を求め、アポローンも同様であった。2柱（2人の神々）は少年への愛を競ったが、ヒュアキントスはアポローンを選び、ゼピュロスは嫉妬に狂わんばかりとなった。のちに円盤投げをしているアポローンとヒュアキントスを見付けたゼピュロスは、一陣の突風を彼らに吹き付け、落下した円盤を少年の頭に打ち付けた。ヒュアキントスが死ぬとアポローンはヒュアキントスの血からヒヤシンスの花を創造した。
エロースとプシューケーの物語では、ゼピュロスはエロースのためにプシューケーをエロースの洞窟に送り届けていた。
ローマ神話においてゼピュロスに相当する神格は、植物と花々の支配者であるファウォーニウス (Favonius) であった。この語は「好意」を意味し、また、古代ローマ文化圏における一般的な男子名でもあった。

#### ゼピュロスのギャラリー
|  |  |

- 画像-1 ：ゼピュロス（右端にいる青緑色の男）は、春を呼ぶ強風を吹き立て、ニュンペーのクローリスを攫おうとしている[2]。クローリスの隣にいるのは、誘拐後に自らの罪を悔いたゼピュロスの働きによって神に昇格したクローリス自身、すなわち、花と春の女神フローラであると解釈されている[2]。1477年作。ウフィツィ美術館所蔵。
- 画像-2 ：ゼピュロスとその妻の一人である花と春の女神フローラ（左の男女）[2]は、共に口から風を吹き起こし（特にゼピュロスは頬を大きく膨らませて強い風を起こしている）、薔薇の花を宙に撒き散らしながら、生まれたばかりの愛と美の女神ウェヌス（ヴィーナス）（中央）を陸地に届けようとしている[2]。なお、絹のローブを携えて陸地で待ち受けるのは時の女神ホーラ（左）であるとされる[2]。1483年頃の作。ウフィツィ美術館所蔵。
- 本項右最上段の画像も参照のこと。

## 下位のアネモイ
アテーナイのホロロゲイオン（風神の塔）のように、少数の古代の資料には下位の4柱のアネモイが散見できる。ヘーシオドスやホメーロスが記述しているように、元来はこれらの下位のアネモイたちはテューポーンによって生み出された邪悪で粗暴な精霊アネモイ・テュエライ（Ἄνεμοι θύελλαι, Anemoi Thyellai, 「嵐」の意）であり、雄のハルピュイアであるテュエライであった。これらのアネモイがアイオロスの厩舎に繋がれており、ほかの4柱の天上のアネモイは繋がれていなかった。しかしながら、後世の記述者は二種のアネモイを混同して習合させてしまい、上の区分はほとんど忘れ去られた。
カイキアス(Καικίας,Kaikias)
北東の風の神。カイキアスは雹をちりばめた盾を構えた髭の男として描写され、カイキアスの名はギリシア語で「邪悪」を意味する κακία に由来する。カイキアスは美徳の精霊アーレーテーの姉妹である悪徳の精霊の名前でもある。ローマ神話におけるカイキアスに相当する神格は、カエキウス (Caecius) であった。
アペリオテス(Apeliotes)
南東の風の神。この風神は農民に特に有益な恵みの雨をもたらすと考えられており、アペリオテスはしばしば、多くの花々や穀物を覆い隠した明るい色の布を纏い、雨靴を履き果物籠を抱えた姿で描写される。アペリオテスは綺麗に髭をそり、巻き毛を生やし、親切そうな表情を浮かべている。アペリオテスは下位の神であったため、しばしば東風の神エウロスと習合させられた。ローマ神話におけるアペリオテスに相当する神格スブソーラーヌス (Subsolanus) は、しばしばウゥルトゥルヌスに代わり東風の神であるとも考えられていた。
スキーローン(Σκίρων,Skiron)
北西の風の神。スキーローンの名はアッティカの祭事暦における春の終わりの3か月であるスキロポリオンと関係がある。スキーローンは冬の始まりを表す大釜を傾ける髭の男として描写される。ローマ神話におけるスキーローンに相当する神格はカウルス (Caurus) あるいはコールス (Corus) である。
リプス(Λίψ,Lips)
南西の風の神。しばしば船の艫を支えた有翼の男の姿で描写される。ローマ神話におけるリプスに相当する神格は、イタリアの南にアフリカがあったことから、アフリクス（Africus, 「アフリカの風」の意）と呼ばれていた。この名前は、アフリカ大陸の名の語源となった北アフリカの部族アフリに由来する。